# Plentzia
Plentzia è un comune spagnolo di 3 643 abitanti situato nella comunità autonoma dei Paesi Baschi, situato a 25 km. a nord-est dal centro di Bilbao e raggiungibile con la linea 1 della metropolitana.

## Galleria d'immagini

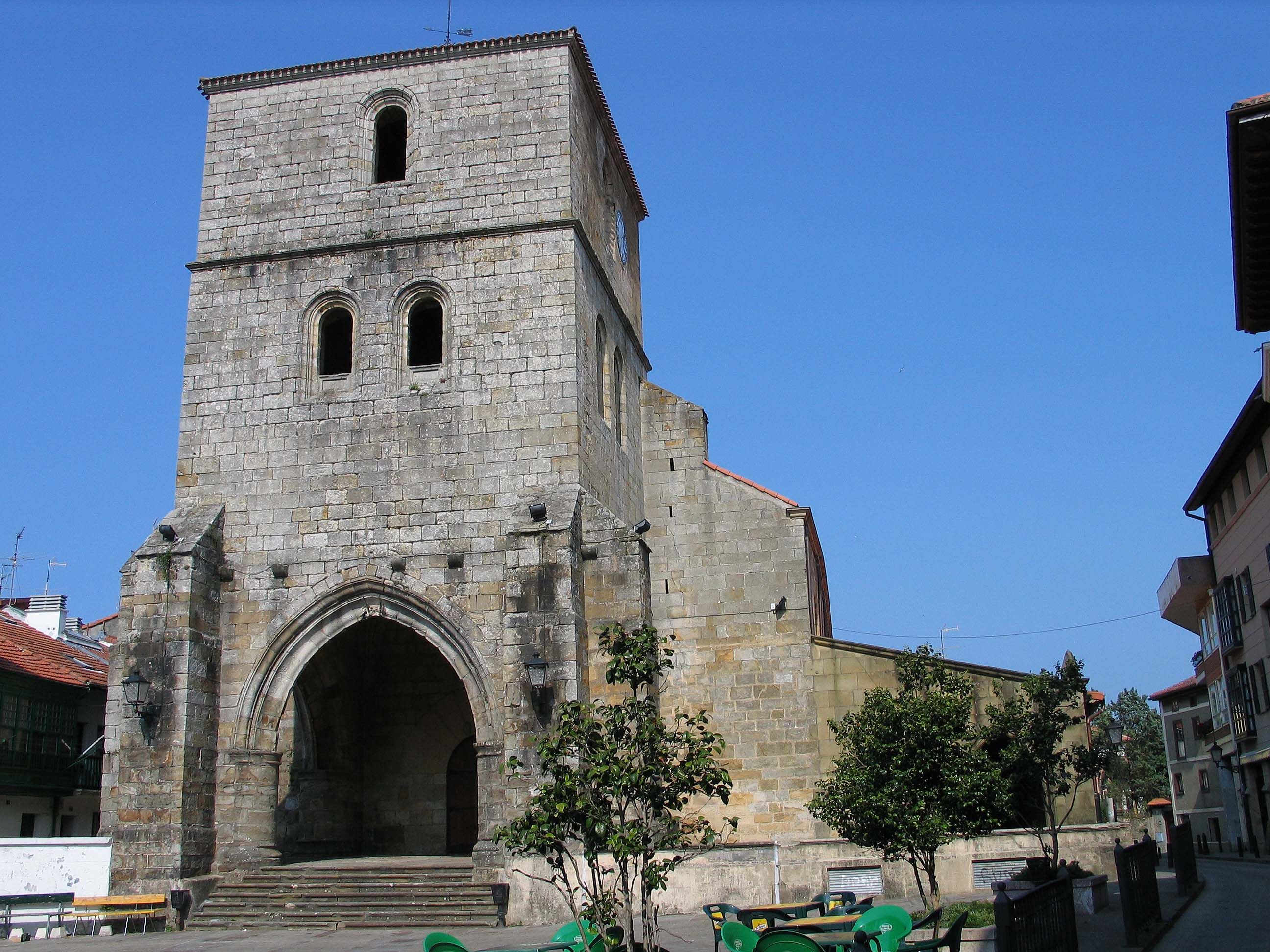
Chiesa
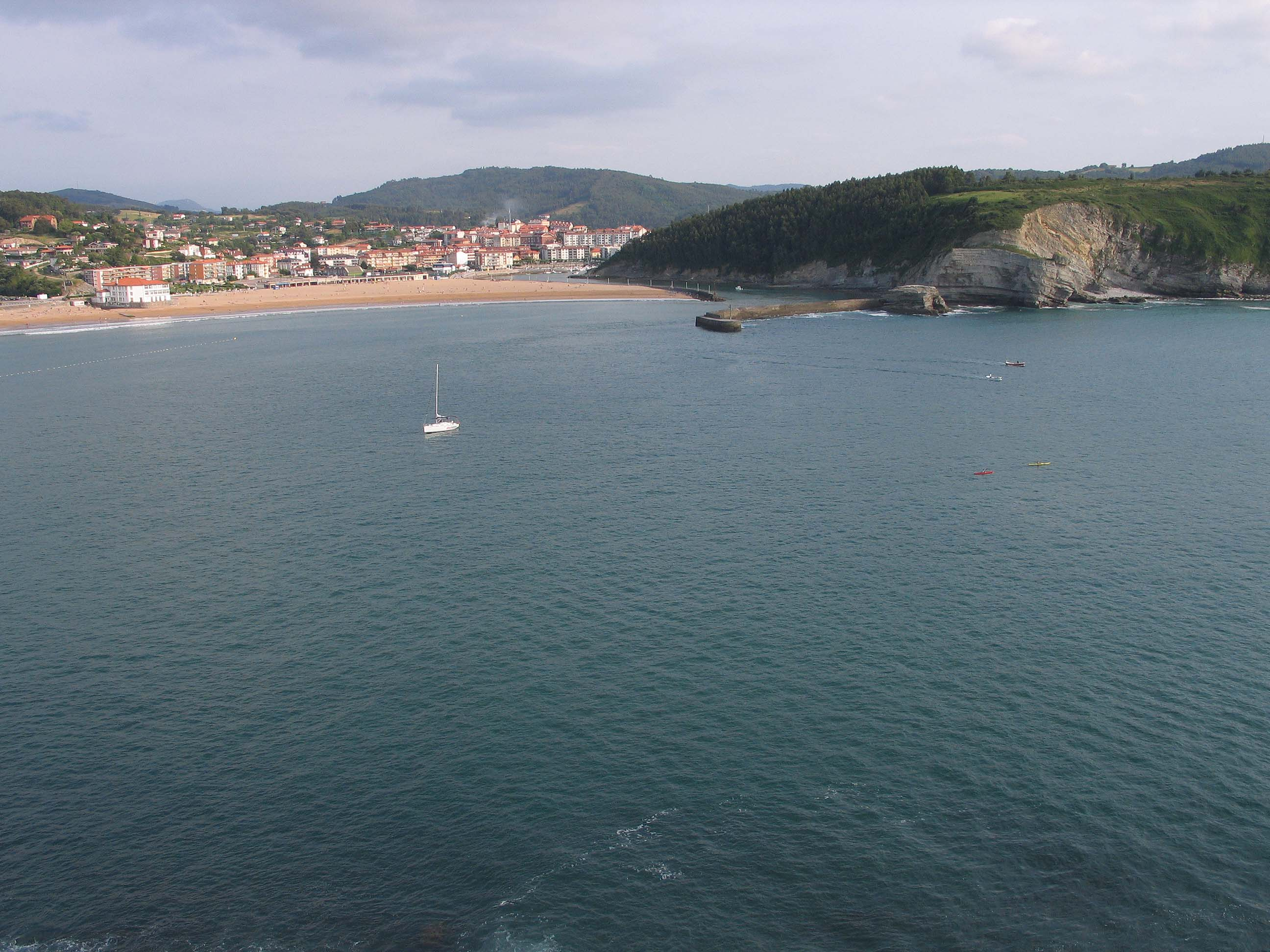
Il Golfo
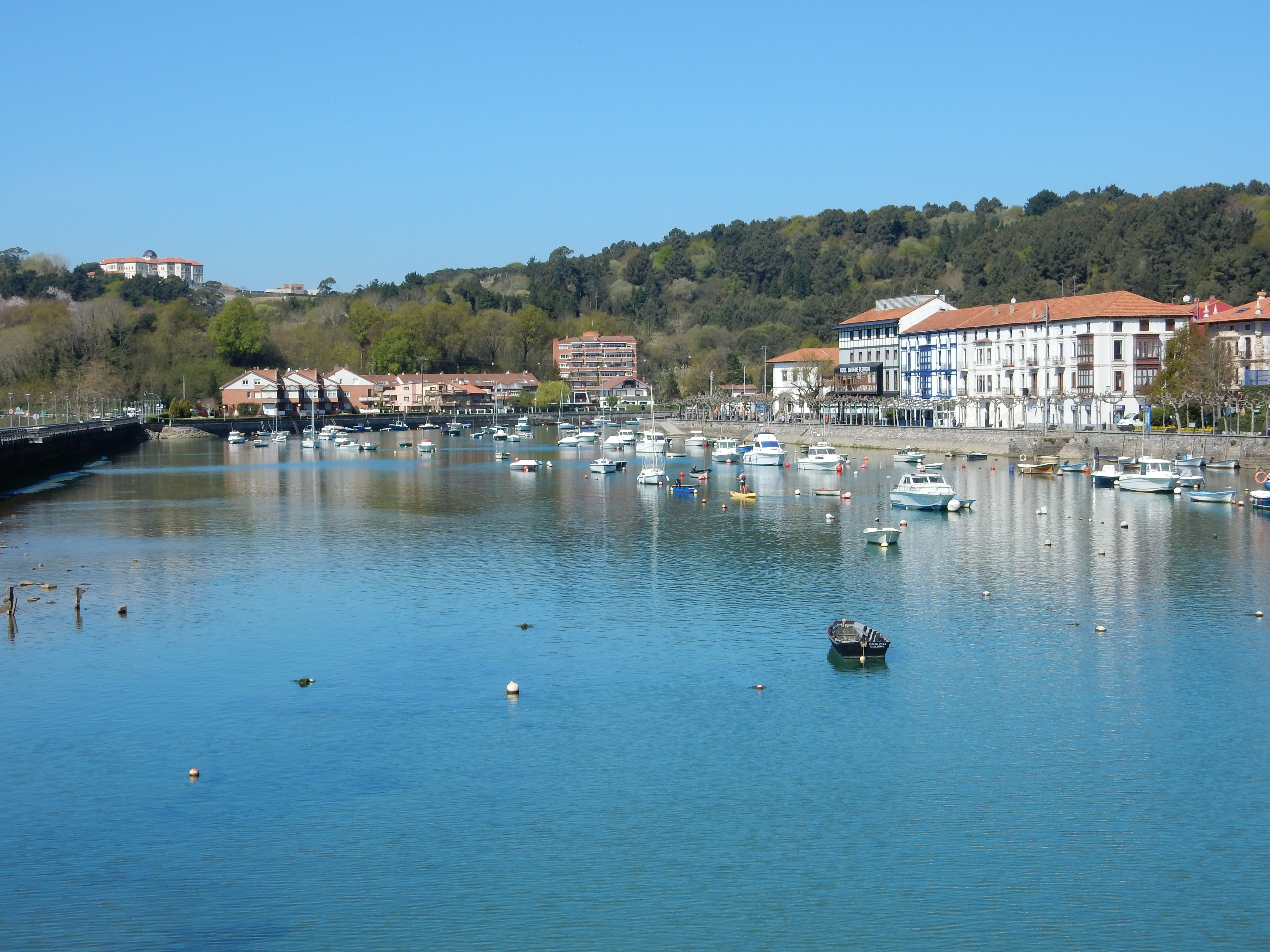
Panorama di Plentzia
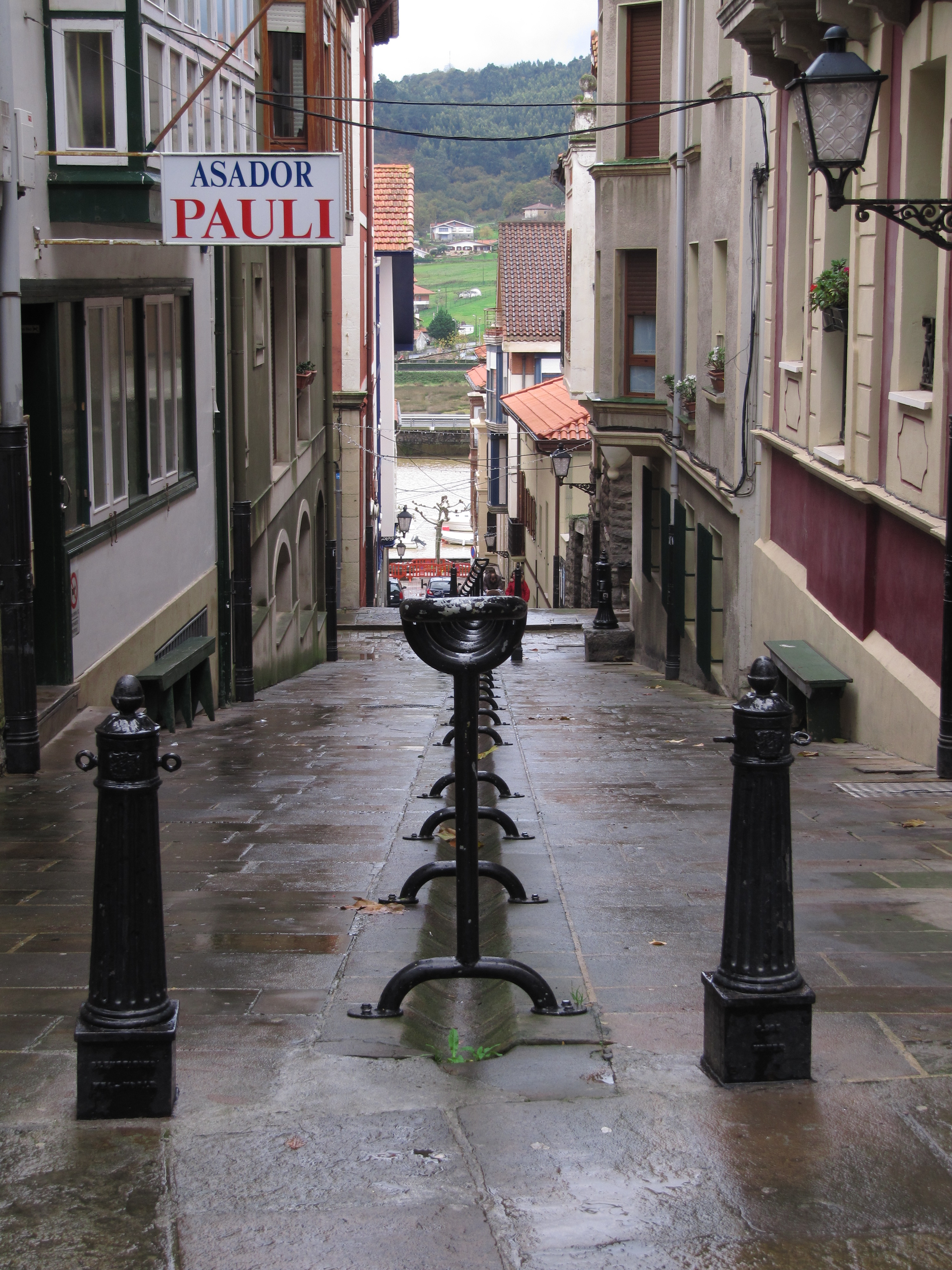
Plentzia: centro storico